# King Kong (novela)
King Kong es el título de una novela de aventuras-fantástica de 1932 escrita por Delos W. Lovelace (aunque a menudo erróneamente atribuida al novelista Edgar Wallace, autor de la primera versión del guion de la película). Esta es una novelización de la película King Kong de 1933. Trata sobre el hallazgo de Kong, un gorila gigante, en una isla prehistórica perdida y sobre cómo fue capturado y llevado a la civilización contra su voluntad.
La novela fue serializada en la revista pulp Mystery Magazine en 1932 y editada en forma de libro en ese año por Grosset & Dunlap, un poco antes de que se estrenara la película. Algunos pasajes del libro no están presentes en la película.

## Argumento
El libro empieza con Sir Charles Weston, un productor de cine que explica al director Carl Denham que ninguna actriz quiere ser contratada para rodar la película que se dispone a producir. Ante el dilema, Denham empieza a buscar en el vecindario una actriz. Paseando ve a una mujer que intenta robar una manzana, pero es detenida por el vendedor: Denham, aprovechando la situación, ofrece al primero dinero para que deje en paz a la muchacha; y consigue convencer a su futura actriz, cuyo nombre es Ann Darrow. 
La salida se da al día siguiente a bordo del barco Wanderer, capitaneado por Englehorn y su segundo, el piloto Jack Driscoll (que más tarde se enamora de Ann). Una vez llegan a la Isla Calavera, perdida en alguna parte del Océano Índico, Ann es secuestrada por los isleños. La ofrecen a Kong, que en lugar de matarla la protege de las otras bestias de la isla en su guarida.
Un grupo de doce hombres, dirigido por Denham, Jack y el segundo oficial del Wanderer, Hayes, tratan de salvarla, pero la mayoría son asesinados por diferentes animales prehistóricos: Triceratops, Brontosaurios, Kong y arañas gigantes.
Carl (bajo la presión de Driscoll) escapa y todos mueren (incluso Hayes) y sólo Jack se salva, quien alcanza y rescata a la chica del gorila gigante. Son perseguidos por Kong, que en última instancia es capturado por Denham.
Kong es llevado a un espectáculo en Nueva York, pero se escapa y cunde el pánico; se las arregla para secuestrar a Ann, en la habitación de un hotel. Jack, sin embargo, logra salvar a la chica, mientras que Kong es finalmente derribado por aviones, en la cima del Edificio Empire State, donde había llevado a Ann.

## Personajes
- Jack Driscoll; protagonista y amado de Anna; será salvada por él.
- Anna Darrow; es encontrada por Denham cuando trató  de robar una manzana, después es invitada por Denham a trabajar en la película.
- Carl Denham; director de cine famoso; captura a Kong, quien causa estragos en la ciudad de Nueva York.
- Capitán Englehorn; El capitán del Wanderer; Siempre mastica tabaco.
- Sr. Hayes; primer oficial del buque; es uno de los marineros que son asesinados por las arañas gigantes.
- Charles Weston; agente teatral de Denham; aparece brevemente al principio.
- Jimmy; marinero del Wanderer; probablemente uno de los marineros que perecen en el capítulo del tronco.
- Lumpy; marinero de edad; cocinero a bordo.
- Ignatz; mono que es mascota de Lumpy
- Guardia; guardia del puerto, que se menciona en los primeros capítulos.
- Rey: Es el rey de la aldea de los habitantes de la Isla Calavera
- Hechicero: Es el guía espiritual de los isleños
- Kong: Gorila gigante de más de 7 metros de altura.